# Hans Martin Sutermeister
Hans Martin Sutermeister (Schlossrued, 29 september 1907 - Bazel, 4 mei 1977) was een Zwitsers arts, vakreferent psychopathologie en politicus, alsmede de burgerrechtenactivist geïnteresseerd in justitiële dwaling.

## Biografie
Sutermeister was de kleinzoon van de Zwitserse schrijver Otto Sutermeister (1832-1901); hij had twee zussen en drie broers, onder hen de componist Heinrich Sutermeister (1910-1995). Hij studeerde theologie in Duitsland, maar onderbrak de studie. In 1941 kreeg hij zijn PhD aan de Universiteit van Basel. Tijdens de volgende jaren publiceerde hij meer dan 100 wetenschappelijke artikelen in Medische tijdschriften, vooral over psychosomatische geneeskunde. Tegelijkertijd probeerde hij een habilitatie (Geschiedenis van de geneeskunde) te halen aan de Universiteit van Bern, maar zonder succes.
In 1960 hij raakte betrokken in het rechtszaak van Pierre Jaccoud. In 1966 werd hij namens de Lijst van Onafhankelijken (LdU) in de Grote Raad van Bern gekozen. In 1967 werd hij namens dezelfde politieke partij in de Gemeinderat van Bern gekozen, maar verloor de verkiezing in 1971.
Sutermeister is vooral bekend als schrijver van de autobiografische novelle Zwischen zwei Welten (1942) alsmede de wetenschappelijke werken Schiller als Arzt (1955) en Summa Iniuria: Ein Pitaval der Justizirrtümer (1976).

## Publicaties
- (de)  Moehrlen, Hans (pen name of Hans Martin Sutermeister) (1942). Zwischen zwei Welten: Novelle. Buchdruckerei Mettler & Salz A.G., Bern. ISBN 978-3226000306. ISBN 978-3226000306
- (nl)  Verzameling overdrukken van tijdschriftartikelen en kleine geschriften op het gebied van de geneeskunde en de psychologie uit de jaren 1943- OCLC 212427383
- (de)  Sutermeister, Hans Martin (1944). Von Tanz, Musik und anderen schönen Dingen: Psychologische Plaudereien. Hans Huber, Bern.
- (de)  Sutermeister, Hans Martin (1944). Psychologie und Weltanschauung. Hans Huber, Bern. OCLC 602245072
- (de)  Sutermeister, Hans Martin (1947). Über die Wandlungen in der Auffassung des Krankheitsgeschehens. Gesundheit und Wohlfahrt 27 (12): 417–460.
- (de)  Sutermeister, Hans Martin (1952). Psychosomatik des Lachens und Weinens. Gesundheit und Wohlfahrt 32 (6): 337–371.  PMID 12989438
- (de)  Sutermeister, Hans Martin (1955). Schiller als Arzt: ein Beitrag zur Geschichte der psychosomatischen Forschung. Berner Beiträge zur Geschichte der Medizin und der Naturwissenschaften (13) (Paul Haupt: Bern).
- (en)  Sutermeister, Hans Martin (1955). Screen–hypnosis. British Journal of Medical Hypnotism 7 (1): 35–37.
- (de)  Sutermeister, Hans Martin (May 1971). Möglichkeiten einer inneren und äusseren Schulreform im Sinne der Gesamtschule in der Stadt Bern, Bern. OCLC 600875622
- (de)  Sutermeister, Hans Martin (1976). Summa Iniuria: Ein Pitaval der Justizirrtümer. Elfenau, Basel. ISBN 978-3226000962. ISBN 978-3226000962
- (de)  Sutermeister, Hans Martin (1976). Grundbegriffe der Psychologie von heute. Elfenau, Basel. ISBN 978-3226003130. ISBN 978-3226003130